# Metil hidroxichalcona
Metil hidroxichalcona es una chalcona encontrada en la canela. Se piensa que es un antidiabético, que mejora la respuesta de insulina de los diabéticos. Desde entonces se ha determinado que un flavonoide ( cinnamtannin B1 ) es responsable de la actividad biológica similar a la insulina.